# Wilfried Maria Danner
Wilfried Maria Danner (* 24. April 1956 in Duisburg) ist ein deutscher Komponist.

## Leben
Danner studierte von 1974 bis 1983 an der Folkwang-Hochschule in Essen Komposition in der Meisterklasse von Hans Werner Henze und elektronische Komposition bei Hans Ulrich Humpert an der Kölner Musikhochschule. Seine Ausbildung vervollständigte er bei weiteren Komponisten des 20. Jahrhunderts wie György Ligeti in Darmstadt, Olivier Messiaen in Paris und Luciano Berio in Siena sowie am IRCAM-Institut (Centre Pompidou) in Paris.
Lehraufträge führten ihn unter anderem an die Universität Duisburg, die Universidad Rio Piedras in San Juan und Puerto Rico/USA, an die Sorbonne in Paris und an die Konservatorien in Brüssel und Genf. 1988 erhielt er den Rom-Preis der Deutschen Akademie Rom Villa Massimo. 1989/90 war er „Composer in Residence“ der Hamburgischen Staatsoper, von 1990 bis 1995 der Deutschen Oper Berlin. Seine Kompositionen wurden in vielen deutschen Städten sowie in Österreich, der Schweiz, den Niederlanden, Italien, Frankreich, Spanien, Schweden, in Südamerika und in den USA aufgeführt. Wilfried Maria Danner lebt heute in Köln.

## Rezeption
Gemäß Die Zeit zählt Wilfried Maria Danner „zu den vielbeachteten jungen deutschen zeitgenössischen Komponisten, deren kompositorische Werke weit über Deutschlands Grenzen hinaus gewürdigt werden“.